# Братислава IV (район)
Район Братислава IV — район Словакии. Находится на территории Братиславы. В район входят городские части Девин, Девинска Нова Вес, Дубравка, Загорска Бистрица, Карлова Вес, Ламач.
В Братиславе IV расположен природный заповедник «Фиалковая долина».

## Население
| Год:        | 1994   | 2004    | 2014    | 2024     |
| ----------- | ------ | ------- | ------- | -------- |
| Broj ljudi: | 94 550 | 92 926  | 94 554  | 105 137  |
| Разница:    |        | −1,71 % | +1,75 % | +11,19 % |

| Год:                | 2023    | 2024    |
| ------------------- | ------- | ------- |
| Количество человек: | 105 043 | 105 137 |
| Разница:            |         | +0,08 % |

### Статистические данные (2001)
Национальный состав:
- Словаки — 92,9 %
- Венгры — 2,5 %
- Чехи — 1,9 %

Конфессиональный состав:
- Католики — 56,3 %
- Лютеране — 5,3 %
- Греко-католики — 0,7 %